# Giáo hoàng Côrnêliô
Cornelius (Tiếng Việt: Côrnêliô; Tiếng Anh: Cornelius) là người kế nhiệm Giáo hoàng Fabian và là vị Giáo hoàng thứ 21 của giáo hội. Năm sinh và nơi sinh của ông không được xác định. Triều đại Giáo hoàng của ông được bắt đầu từ ngày 6 tháng 3 hoặc ngày 13 tháng 3 năm 251 và kéo dài cho tới khi ông qua đời vào tháng 6 năm 253 tại Civita Vecchia, Ý. Theo Liberian Catalog thì triều đại của ông kéo dài trong 2 năm 3 tháng 10 ngày. Niên giám tòa thánh năm 2003 thì triều đại của ông bắt đầu vào tháng 3 năm 251 và kết thúc vào tháng 6 năm 253.
Trong hy vọng vào sự tiêu diệt hoàn toàn Kytô giáo, Decius đã ngăn cản một cuộc bầu Giáo hoàng mới. Trong vòng 14 tháng, giáo hội không có Giáo hoàng. Trong bối cảnh khó khăn này, tổ chức hành chính của Giáo hội đã được Fabianô ổn đinh, chứng tỏ hiệu lực của mình và cho phép lấy quyết định tập thể của nhiều giáo sĩ khác nhau. Tuy nhiên quyền ưu tiên của Giáo hội Rôma đã được khẳng định và đáp lại những thỉnh nguyện của các Giáo hội khác, các giáo sĩ nhờ đến một linh mục tên là Novatianus (Novatian), tác giả của nhiều tác phẩm và có một lối viết văn hay theo các tiêu chuẩn của thời đại. Novatianus đã tin chắc ông là người duy nhất có thể được bầu làm Giám mục mới của Rô-ma.
Ngay khi cuộc bách hại lắng dịu và Decius phải chống lại cuộc xâm nhập của những người Goths thì cuộc bầu cử Giáo hoàng mới đã được diễn ra vào tháng 3 năm 251 và Cornelius - sinh tại Roma - đã được bầu và trở thành vị Giáo hoàng thứ 21 kế nhiệm Giáo hoàng Fabianô mà không phải là Novatianus. Lý do của điều này là do trong cuộc bách hại của Decius, nhiều Ky-tô hữu đã từ bỏ đức tin của mình vì sợ hoặc vì chủ nghĩa cơ hội. Nhiều người trong số họ muốn trở về với Giáo hội Rôma. Hai thái độ đối nghịch nhau lúc bấy giờ, những người cố chấp xoay quanh Novatianus và những người theo chủ trương tha thứ là những người đã thành công làm cho Cornelius được bầu. Thánh Cyprian, một người bạn của Cornelius, viết lại rằng Cornelius được chọn làm Giáo hoàng "bởi quyết định của Thiên Chúa và của Đức Kitô, bởi sự chứng thực của hầu hết mọi giáo sĩ, bởi lá phiếu của người dân, với sự đồng ý của các linh mục lớn tuổi và những người thiện chí".
Cuộc bầu cử của ông diễn ra giữa những cuộc chiến gay gắt. Ở Rôma, Novatianus tự tấn phong cho mình là Giám mục Rôma và trở thành giáo hoàng đối lập đầu tiên. Vị này cho rằng Giáo hội không có quyền hòa giải chẳng những người bội giáo, mà cả những người phạm tội sát nhân, tội ngoại tình, tội gian dâm hay ngay cả tái hôn. Ông cũng cho rằng những người đã chối bỏ đạo trong cuộc bách hại không được chấp nhận quay trở lại đạo ngay cả khi họ đã tỏ ra ăn năn, hối lỗi. Cách duy nhất để họ có thể quay trở lại đạo là rửa tội lại (rebaptism).
Phe đối lập bao gồm cả Giáo hoàng Cornelius, Cyprian – Giám mục của Cartherage, cho rằng không cần thiết phải rửa tội lại. Thay vào đó, họ nghĩ rằng những lapsi (những người đã sa ngã) chỉ cần tỏ ra ăn năn thống hội và chấp nhận đền tội thì có thể được đón nhận quay trở lại đạo. Đức Cornelius được sự hỗ trợ St Cyprian ở Châu Phi, St Dionysius và của hầu hết mọi người trong Giáo hội đã lên án chủ thuyết của Novatian, dù rằng giáo phái này kéo dài trong vài thế kỷ. Ngược lại Novatian được sự hỗ trợ của một thiểu số giới tăng lữ và thường dân Rô-ma – những người không thừa nhân việc Cornelius trở thành Giáo hoàng và cuộc ly giáo đã diễn ra bởi vì Novatianus đước ba Giám mục Italya chấp nhận tấn phong.
Vào năm 251, Đức Cornelius triệu tập thượng hội đồng ở Rôma cùng với Giám mục Điônisiô Alexanđria và Cyprianô Cartagô tán thành sự khoan dung của Cornelius và ra lệnh những người "sa ngã" được hòa giải với Giáo hội qua "bí tích hoà giải" thông thường đồng thời tuyên án tuyệt thông Nôvatiô và bè phái của ông. Thượng phụ Fabianô Antiôkia tán thánh, như nhiều Giám mục Đông phương, sự kiên quyết hơn nữa. Ông là người mà Cornelius đã gửi đến một bức thư, trong đó ông này biện luận cho quan điểm của mình. Giáo hoàng cũng phê chuẩn các sắc lệnh của Thượng Hội đồng các Giám mục tại Carthagô, trong đó thánh Cyprianô, Giám mục của Phi Châu cũng có những biện pháp nhân từ, nhưng không khoan hồng bằng các sắc lệnh của Cornêliô. Cyprianô yêu cầu đức Giáo hoàng xác nhận lập trường của ngài là người bội giáo chỉ có thể hoà giải bởi quyết định của vị Giám mục.
Một tài liệu từ thời Đức Cornelius cho thấy sự phát triển của Giáo hội Rôma trong giữa thế kỷ thứ ba. "có 46 linh mục, 7 phó tế, 7 chuẩn phó tế, 42 thầy giúp lễ, 52 thầy trừ quỷ, nhiều thầy đọc sách và giữ cửa" (Eusebio H.E 43,11). Từ những số liệu Burnet và Edward đã đánh giá số Kitô Hữu được ước lượng vào thời kỳ này là khoảng 50,000 người. Nhưng Benson Harnack cho rằng con số này quá cao.
Decius qua đời trong một trận chiến, và Gallus (Gallô) được đưa lên thay. Cornelius bị ra lệnh phải tế lễ các thần dân ngoại và vì từ chối nên ngài đã bị Gallô đầy đến Centumcellae Civita Vecchia, ngài đã chết tại đây vào tháng 6 năm 253. Ông được mai táng tại nghĩa trang Thánh Callitus ở Rome. Cornelius không được chôn trong phần mộ dành riêng cho các Giáo hoàng nhưng trong một hầm mộ ở bên cạnh.
Trên bia mộ của ông thay vì tiếng Hy-lạp như Giáo hoàng tiền nhiệm Fabian hay Giáo hoàng kế nhiệm Lucius I đã được thay bằng chữ Latinh với dòng chữ: "Cornelius, tử đạo". Những thư từ của Cornelius viết trong thời gian lưu đày được viết bằng chữ Latinh thay vì bằng phong cách cổ điển như những người cùng thời. Chẳng hạn như Cyprian, một nhà thần học và là một Giám mục hay như Novatian – một nhà triết học. Điều này có thể cho thấy rằng Cornelius không đến từ một gia đình giàu có và ông không được đào tạo một cách bài bản.
Thành tựu lớn nhất của Giáo hoàng Cornelius là đã xử lý bè phái Novatian và giải quyết vấn đề người Ki-tô hữu quay trở lại đạo. Ông được suy tôn như một vị thánh của nhà thờ công giáo và được kính nhớ cùng với thánh Cyprian vào ngày 16 tháng 9.
- 265 Đức Giáo hoàng, Thiên Hựu Nguyễn Thành Thống, Nhà xuất bản Văn hóa Thông tin, xuất bản tháng 5 năm 2009.
- Thánh Cornelius, Các vị Giáo hoàng của giáo hội toàn cầu, hội đồng Giám mục Việt Nam  Lưu trữ ngày 14 tháng 12 năm 2009 tại Wayback Machine
- Tóm lược tiểu sử các Đức Giáo hoàng, Đà Nẵng 2003,Jos. TVT chuyển ngữ từ Tiếng Anh.
- Suy niệm các thánh tháng 9, Simon Hoadalat  Lưu trữ ngày 7 tháng 2 năm 2010 tại Wayback Machine
- Trích Gương Thánh Nhân - ns Người Tín Hữu online, Nhóm Tinh Thần nhuận chính lại theo Patron Saints.